# Leopoldo O'Donnell y Jorris

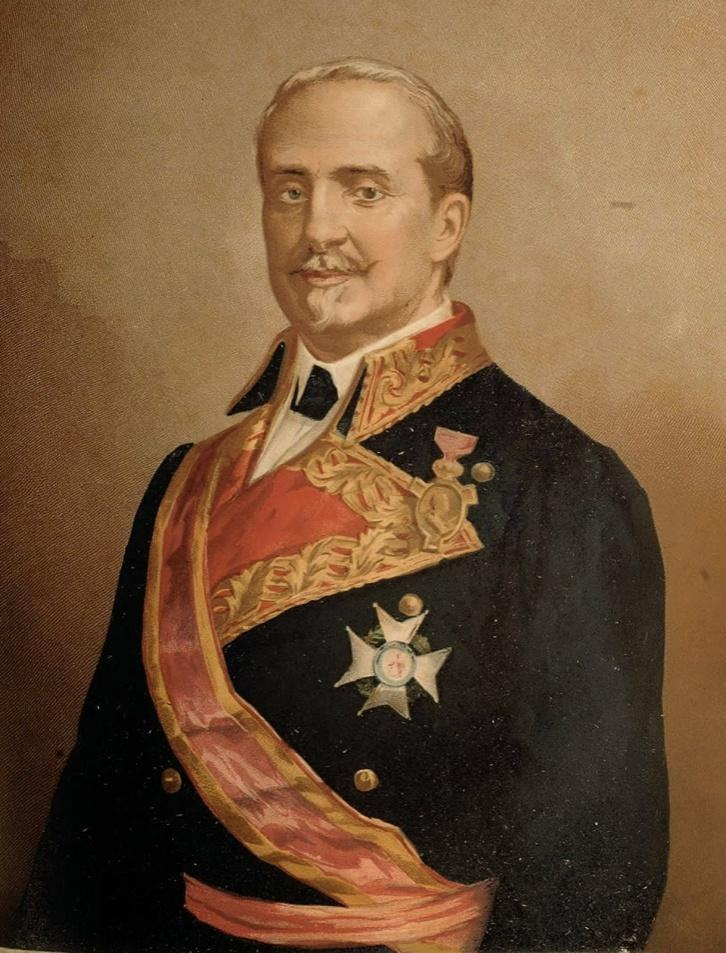
Leopoldo O'Donnell.

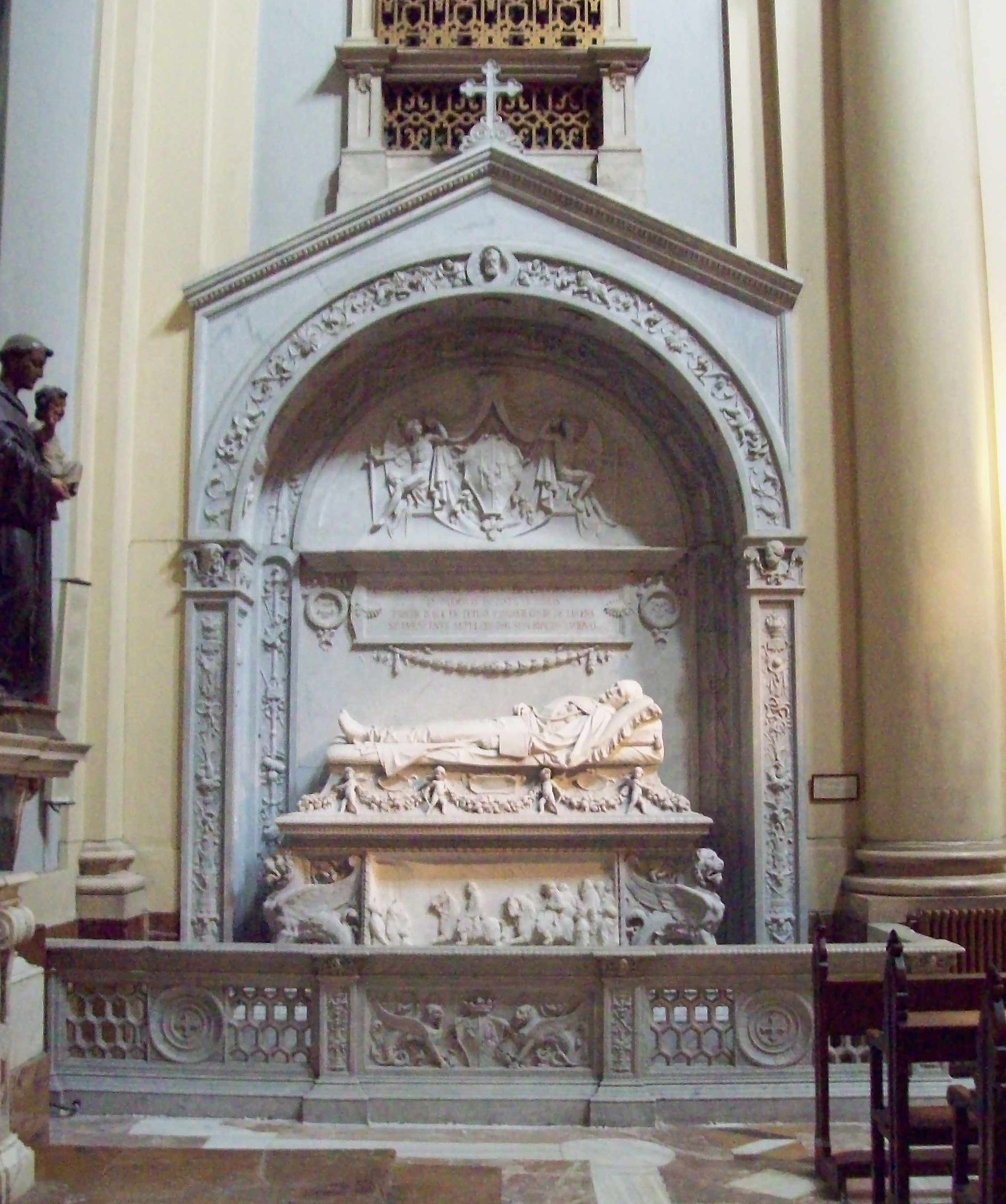
Mausoléu de O'Donnell (Madrid).

Leopoldo O'Donnell y Jorris (Santa Cruz de Tenerife, Canárias, 12 de Janeiro de 1809 - Biarritz, França, 5 de Novembro de 1867), Grande de Espanha, 1.º duque de Tetuán, conde de Lucena e visconde de Aliaga, foi um militar e político espanhol. Presidiu ao Conselho de Ministros em 1856, em 1858-1863, e em 1865-1866, durante o reinado de Isabel II de Espanha. A sua família era de origem irlandesa, descendente de Calvagh O'Donnell, chefe do clã dos O'Donnell e chieftain de Tyrconnel em meados do século XVI.

## Biografia
Nasceu numa família monárquica irlandesa com grande tradição militar. O seu tio foi Enrique José O’Donnell, conde de La Bisbal. Leopoldo O'Donnell continuou a tradição familiar ingressando no Regimento de Infantaria Imperial Alejandro com o posto de sub-tenente.
Quando após a morte de Fernando VII, em 1833, estalou a Primeira Guerra Carlista entre os partidários da filha de Fernando VII, Isabel II (isabelinos) e os do seu tio e irmão de Fernando VII, Carlos María Isidro de Borbón (carlistas), O'Donnell, que ao tempo tinha o posto de capitão, aderiu ao partido isabelino, apesar de ter irmãos e o seu próprio pai no bando carlista. Por distintos feitos de armas no conflito, ascendeu sucessivamente a coronel, a brigadeiro e em Junho de 1837 a marechal de campo.
Em 1839, é nomeado capitão general de Aragão, Valência e Múrcia. Ao vencer o general Cabrera em Lucena, foi-lhe concedido o título de Conde de Lucena e ascendeu a tenente general.
Pelas suas convicções liberais moderadas, teve que emigrar para França, após a revolução progressista de Setembro de 1840 que provocou a renúncia de María Cristina de Borbón-Dos Sicilias (mãe de Isabel II) à Regência.
Em 1841 figura na conspiração do general Diego de León contra a Regência do general Baldomero Espartero. Nela, O’Donnell recebera o encargo de fomentar a sublevação militar en Pamplona, mas ao fracassar em Madrid o assalto ao Paço Real, intentado por León a 7 de outubro, teve que volver a refugiar-se em França.
Em 1844, estando o general Ramón María Narváez no poder, foi nomeado capitão general de La Habana, cargo que exerceu até 1848. Ao regressar á península foi nomeado Senador e director geral da Academia de Infantaria.
Desde 1853, começa a interessar-se pela política ativa e em junho de 1854, à frente de um batalhão de Infantaria, em conjunto com o general Dulce, rebela-se contra o governo; este envia ao general Anselmo Bleser a defrontar-se com ele. O encontro teve lugar em Vicálvaro e após um combate simulado (conhecido como a Vicalvarada), ambos os militares se retiraram, ficando à espera, até que a 7 de julho se publicou o Manifesto de Manzanares, redigido por Antonio Cánovas del Castillo, que atraiu ao seu partido grande parte do exército. Com o triunfo revolucionário, Espartero é nomeado Presidente do Conselho de Ministros e O’Donnell ocupa o Ministério da Guerra.
Nas novas Cortes formara-se um novo grupo político conhecido como Unión Liberal. Partido com que se trataram de unir moderados e progressistas.
Após a queda de Espartero em Julho de 1856, sucedeu-o O’Donnell formando um governo que duraria até Outubro de 1857, ano em que seria substituído por Narváez.
Voltou ao poder em Julho de 1858. Durante esse período no governo declarou guerra a Marrocos (Guerra de África) a 22 de Outubro de 1859, e O’Donnell assumindo o comando das tropas, ocupando Tetuán. O Tratado de Tetuán, que pôs fim a guerra, reconheceu as posições espanholas no norte de África e ampliou o território de Ceuta. A vitória valeu-lhe o título de Duque de Tetuán com Grandeza de Espanha.
Governou até fevereiro de 1863, quando por pressões do Partido Moderado apresentou a sua demissão, sendo substituído por Narváez.
Após deixar o governo, O'Donnell partiu para Biarritz, cidade onde morreu a 5 de novembro de 1867.